# Dan Palmer
Daniel Peter Palmer, detto Dan (Shellharbour, 13 settembre 1988), è un allenatore ed ex giocatore australiano di rugby a 15, già pilone delle franchise professionistiche di Waratahs e Brumbies in Super Rugby. 
Si tratta del primo rugbista australiano a dichiarare pubblicamente la propria omosessualità.

## Biografia
Figlio di Peter Palmer, rugbista che militò nella rappresentativa del Nuovo Galles del Sud, Dan Palmer è nativo di Shellharbour, un sobborgo di Wollongong, ed ebbe le sue prime esperienze sportive professionistiche nel 2007 in occasione dell'effimero Australian Rugby Championship nelle file del Melbourne Rebels, compagine con la quale raggiunse la finale di tale torneo.
A seguire, fu ingaggiato nel 2008 dalla franchise professionistica degli Waratahs per tre stagioni; il debutto avvenne nel corso del Super 14 di quell'anno contro i neozelandesi Highlanders.
Durante il suo ultimo anno di contratto nella formazione di Sydney, Palmer firmò un triennale con i Brumbies di Canberra e, al termine della stagione 2012, giunse anche la convocazione nella selezione nazionale maggiore australiana, al termine di una trafila internazionale che lo aveva visto convocato in tutta la filiera delle nazionali giovanili; l'esordio avvenne il 5 giugno a Newcastle, in occasione di una sconfitta 6-9 contro la Scozia; quella fu anche l'unica presenza di Palmer con gli Wallabies.
Al termine della stagione successiva lasciò l'Australia per un contratto annuale in Francia con il Grenoble, ma a causa di un infortunio al piede dal quale non riuscì mai a recuperare non poté mai scendere in campo e, alla fine della stagione 2013-14, anche a causa della perdita d'interesse nel gioco, decise il ritiro dall'attività agonistica a 25 anni per intraprendere studi universitari in psicologia e, successivamente, neuroscienze presso l'Università Nazionale Australiana di Canberra, oltre ad assumere l'incarico di allenatore degli avanti dei Brumbies per un biennio.
A fine ottobre 2020, in un'intervista al Sydney Morning Herald, ha rivelato la propria omosessualità, divenendo così il primo rugbista australiano, e il secondo professionista in assoluto della disciplina dopo il gallese Gareth Thomas, a dichiarare il proprio coming out.